# Velké učení
Velké učení (čínsky v českém přepisu Ta-süe, pchin-jinem Dàxué, znaky zjednodušené 大学, tradiční 大學) je jedna z tzv. Čtyř knih konfucianismu, vydaných filozofem Ču Sim v roce 1190, v souboru Čtyř knih stojí na prvním místě, jako základ pro zahájení studia. Kniha se tak stala jedním ze základů pro výuku konfucianismu v Číně, Koreji i Japonsku. Sestává ze 1755 znaků, je tak nejkratší z knih konfuciánského kánonu.
Význam názvu je „učení [pro] dospělého“ (podle Ču Siho), či „učení pro velkého muže“ (podle Wang Jang-minga). Třebaže nesporně patří k raně konfuciánským pracím, jeho autorství je nejasné; podle moderního bádání vzniklo zřejmě koncem období Válčících států, možná snad až počátkem raně chanské doby.
Text se věnuje problematice budování harmonie ve státu a společnosti počínající morálním sebezdokonalováním. Cílem kultivace osobnosti je vyzařování ctnosti a přistupování k lidu jako k příbuzným, aby se dospělo k nejzazšímu dobru (takzvané „tři části učení“). Prostředkem k dosažení cíle je „osm stupňů učení“ – zkoumání věcí (ke-wu), rozšíření poznání (č’-č’), opravdovost úmyslu (čcheng-i), náprava srdce/mysli (čeng-sin), zdokonalování sebe sama (siou-žen), správné řízení rodiny (čchi-ťia), řízení státu (č’-kuo) a zavedení míru pod Nebesy (pching tchien-sia). Přičemž první pět stupňů popisuje vzdělávání jedince, poslední tři proces vládnutí.
Původně 42. kapitola z Knihy obřadů nebyla pro konfuciány původně výjimečně důležitá, podle raných komentářů (Čeng Süanův v 2. století a Kchung Jing-taův v 7. století) byla určena vysoce postaveným lidem, jako výklad hlavních principů vlády. V 11. století pozornost věnovaná kapitole vzrostla, od roku 1030 byla dávána úspěšným absolventům nejvyššího stupně úřednických zkoušek. Mezi neokonfuciány na ni obrátili pozornost až S’-ma Kuang, který k ní napsal komentář, a Čcheng I a Čcheng Chao, kteří ji vydělili z Knihy obřadů jako samostatný text. K nejdůležitějším konfuciánským textům ji přiřadil Ču Si, který Velké učení reorganizoval. a rozdělil na kanonický text (který připsal Konfuciovi s tím, že ho zapsal Konfuciův žák Ceng-c’) a komentáře (které připsal Ceng-c’ovi s tím, že ho zapsali žáci Ceng-c’a) a k dílu napsal komentář. Ču Si také změnil chápání díla z návodu pro vládce na učebnici pro všechny dospělé muže. V Ču Siho verzi se Velké učení stalo jedním ze základních výukových textů konfuciánské nauky a mělo veliký vliv na čínskou vzdělávací a kulturní tradici. Až v 16. století Wang Jang-ming odmítl Ču Siho změny, vydal „autentický“ předčusiánský text a publikoval svůj komentář k textu v němž dokazoval, že Velké učení podporuje jeho interpretaci konfuciánství.
Ve výsledku v konfuciánství existují tři interpretace Velkého učení, Čeng Süana/Kchung Jing-taje, sungských neokonfuciánců Čchen Iho/Ču Siho a konečně Wang Jang-mingova. Zachovaly se také tři základní varianty textu – Čeng Süana/Kchung Jing-taje zahrnutá v souboru Třinácti klasických knih, text v souboru Dvanácti kanonických knih vytesaných roku 838 na kamenné stély v Čchang-anu (nyní v Lese stél v Si-anu) a konečně Ču Siho text.

## České překlady
- Velké učení; Doktrína středu. Překlad Oldřich Král. 1. vyd. Lásenice: Maxima, 2008. 168 s. ISBN 978-80-86921-04-4. S. 33 – 75.
- VOCHALA, Jaromír. Konfucius v zrcadle Sebraných výroků. 1. vyd. Praha: Academia, 2009. 534 s. (Orient; sv. 3). ISBN 978-80-200-1695-9. S. 446 – 458.